# Cohassett Beach
Cohassett Beach az Amerikai Egyesült Államok északnyugati részén, Washington állam Grays Harbor megyéjében elhelyezkedő statisztikai település. A 2010. évi népszámlálási adatok alapján 722 lakosa van.
A település nevét a Massachusetts állambeli Cohassetről kapta.

## Népesség
A település népességének változása:
| Lakosok száma | 618  | 722  | 771  |
|               | 2000 | 2010 | 2020 |

## Fordítás
- Ez a szócikk részben vagy egészben  a   Cohassett Beach, Washington című angol Wikipédia-szócikk ezen változatának fordításán alapul.  Az eredeti cikk szerkesztőit annak laptörténete sorolja fel. Ez a jelzés csupán a megfogalmazás eredetét és a szerzői jogokat jelzi, nem szolgál a cikkben szereplő információk forrásmegjelöléseként.